# Psathyrella gracilis
Psathyrella gracilis är en svampart som först beskrevs av Elias Fries, och fick sitt nu gällande namn av Lucien Quélet 1872. Psathyrella gracilis ingår i släktet Psathyrella och familjen Psathyrellaceae.   Inga underarter finns listade i Catalogue of Life.

## Bildgalleri

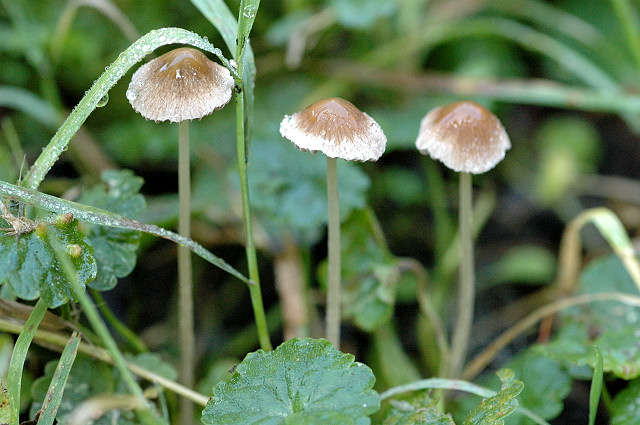
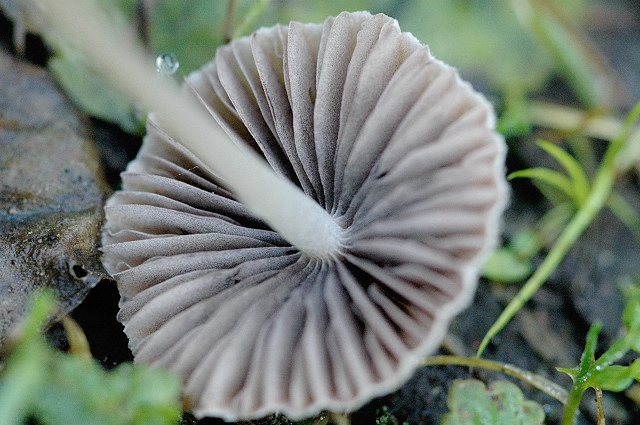